# Лауцявичюс, Любомирас
Любоми́рас Лауця́вичюс (лит. Liubomiras Laucevičius; род. 15 июня 1950, Вильнюс) — советский и литовский актёр театра и кино. Заслуженный артист Литовской ССР (1986).

## Биография
Родился 15 июня 1950 года в Вильнюсе. С 1966 года занимался в студии Паневежского драматического театра под руководством Юозаса Мильтиниса, в 1968—1975 годах актёр труппы. В 1975—1980 годах учился на Клайпедском факультете Литовской консерватории у Повиласа Гайдиса, одновременно исполняя роли в Клайпедском драматическом театре; после получения диплома ещё 10 лет работал в Клайпеде. С 1990 года — актёр Каунасского драматического театра. Сыграл в общей сложности около 70 театральных ролей, в том числе заглавную роль в пьесе Эдмона Ростана «Сирано де Бержерак» (1983), Шейлока в пьесе «Венецианский купец» Шекспира (2003), Лужина в «Преступлении и наказании» по одноимённому роману Достоевского (2004).
Как актёр кино стал широко известен после выхода 4-серийного фильма Игоря Апасяна «Морской волк» по мотивам одноимённого романа Джека Лондона (Одесская киностудия, 1990).
Сыграл начальника тайной стражи Афрания в сериале Владимира Бортко «Мастер и Маргарита».
Ещё одной заметной ролью актёра является роль воеводы Мазовецкого, коменданта польской крепости Дубно, в фильме Владимира Бортко «Тарас Бульба» (2009).
Примечательны роль Акселя Джордаха в фильме «Богач, бедняк…», снятом по роману Ирвина Шоу, и роль комиссара Кузьмы Гурова в киноэпопее «Сталинград» Юрия Озерова.

## Личная жизнь
Супруга Лили Лауцявичене, актриса Каунасского драматического театра. Два сына-близнеца. Томас — политолог, Андрюс — аудио- и видеорежиссёр.

## Роли в театре
- Kristupas — Mažvydas, Ю. Марцинкявичюс (1976).
- Митя — «Слон», А. Копков (1977).
- Сирано де Бержерак — «Сирано де Бержерак», Э. Ростан (1983).
- Ротмистр — «Отец», А. Стриндберг (1989).
- Poška, Donelaitis — Aušra Marija Sluckaitė. Smėlio klavyrai, И. Бобровский (1990)
- Bluselė — Janušas Glovackis. Antigonė Niujorke (1997).
- Асессор Бракк — «Гедда Габлер», Г. Ибсен (1998).
- Шейлок — «Венецианский купец», У. Шекспир (2003).
- Пётр Петрович Лужин — «Преступление и наказание», Ф. Достоевский (2004).

## Фильмография
- 1979 — Блуждающие огоньки
- 1982 — Богач, бедняк… — Аксель Джордах, отец
- 1984 — Отряд — хозяин хутора
- 1984 — В двух шагах от «Рая» — Зигфрид Хёниш, офицер СС
- 1985 — Иди и смотри — Косач, командир партизанского отряда
- 1986 — Чужая белая и рябой — отец (озвучивание: Леонид Филатов)
- 1986 — В распутицу — Матвей Ильич Песцов
- 1987 — Свободное падение — Алик
- 1988 — Командировка — Прохоров
- 1988 — Радости земные — Сергей Буркин в зрелом возрасте
- 1989 — Сталинград — комиссар Кузьма Гуров
- 1989 — Мать — Михаил Власов, отец
- 1990 — Морской волк — Волк Ларсен
- 1992 — Паук — художник
- 1993 — На Муромской дорожке — Павел фон Роттенбург
- 1994—2002 — Иван Тургенев. Метафизика любви (фильм не был завершён) — Лев Толстой
- 1995 — Волчья кровь — фельдшер
- 1995 — Провокатор[пол.] — полковник Пиринов
- 1995 — «Коридор»
- 1996 — Несут меня кони… — Вацлав (озвучивает Сергей Гармаш)
- 2000 — Романовы. Венценосная семья — комиссар Яков Юровский
- 2000 — 2005 — Каменская — генерал Заточный (озвучивание: Дальвин Щербаков)
- 2003 — Антикиллер 2: Антитеррор — чеченский генерал Адуев
- 2004 — Звездочёт — Берт
- 2005 — Умножающий печаль — Флэнаган, офицер Интерпола (озвучивание: Рудольф Панков)
- 2005 — Персона нон грата — Боксёр
- 2005 — Матрёшки — Борзов
- 2005 — Мастер и Маргарита — Афраний, начальник тайной стражи прокуратора Иудеи (озвучивание: Олег Басилашвили)
- 2005 — КГБ в смокинге — Уолш, офицер ЦРУ
- 2006 — Битвы божьих коровок — Забелин
- 2007 — Молодой Волкодав — колдун
- 2007 — Отверженный / Vogelfrei (Латвия) — Теодорс в старости
- 2009 — Тарас Бульба — воевода Мазовецкий
- 2009 — Кромовъ — «Клетчатый»
- 2009 — Первый отряд — пилот
- 2010 — Муж моей вдовы — Виктор Аткин
- 2011 — Возвращение в «А» — преподаватель по стрелковому оружию Римас Карлович Вайчюнас
- 2012 — Гольфстрим под айсбергом — отец Поля
- 2012 — Единственный мой грех — Пётр Никитич Черняев
- 2013 — Редкая группа крови — Иван Иванович Морозов
- 2014 — Другая женщина — Илья Матвеевич Горбунов
- 2017 — Крылья империи — Иван Карлович Беккер
- 2018 — Московский нуар (Швеция) — ночной сторож

## Призы и награды
- Офицер ордена Великого князя Литовского Гядиминаса (3 июля 2020 года) — по случаю 6 июля – Дня государства (коронации короля Литовского Миндаугаса) и Дня государственного гимна[1].
- Кавалер ордена Великого князя Литовского Гядиминаса (1 июля 2000 года) — по случаю 10-й годовщины восстановления независимости Литвы и коронации Миндаугаса — Государственного дня Литвы[2].
- Заслуженный артист Литовской ССР (19 декабря 1986 года) — за заслуги перед литовским советским театральным искусством и активное участие в общественной жизни[3].
- Премия Правительства Литвы в области культуры и искусства (2011).
- Приз за лучшую мужскую роль второго плана на I КМКФ за роль в фильме «Отверженный» (2009).
- Премия «Фортуна» за творческое партнёрство Л. Лауцявичюсу и Р. Казласу — спектакль «Палата».
- «Золотой крест сцены» за роль Шейлока в пьесе «Венецианский купец» У. Шекспира (2004).